# Clerestório

Secção esquemática de uma catedral, com indicação do clerestório

Em arquitectura, clerestório é a parte da parede de uma nave, iluminada naturalmente por um conjunto de janelas laterais do andar superior das igrejas medievais do estilo gótico e românico.
De uma forma geral, refere-se à fiada de janelas altas, dispostas sobre um telhado adjacente, acima do trifório, que permite a iluminação direta da nave principal. Assemelha-se a uma lanterna. Ao contrário da basílica, a nave central de uma igreja-salão não tem clerestório e é iluminada pelas janelas das naves laterais. Se o clerestório for claramente desenvolvido, mas não tiver janelas, é denominada pseudo-basílica. Em (outras) igrejas escalonadas, a nave principal eleva-se mais alto do que as naves laterais, mas não há quase nenhuma parede acima das arcadas.
A tecnologia do clerestório parece ter origem nos templos do antigo Egito. O termo "clerestório" é aplicável aos templos egípcios, onde a iluminação do salão de colunas era obtida sobre os telhados de pedra dos corredores contíguos, através de tramos deixados nas lajes verticais de pedra. O clerestório apareceu no Egito pelo menos no período Amarna.
Nos palácios minóicos de Creta, como Cnossos, por outro lado, eram empregues saguões em vez dos clerestórios.
De acordo com relatos bíblicos, o templo hebreu construído pelo rei Salomão apresentava janelas de clerestório possibilitadas pelo uso de um telhado alto e inclinado e uma viga central.
O clerestório foi usado na arquitetura helenística dos períodos posteriores da antiga civilização grega. Os romanos aplicaram clerestórios às basílicas da justiça e aos balneários e palácios semelhantes a basílicas.

## Período românico
Durante o período românico, muitas igrejas em forma de basílica foram construídas em toda a Europa. Muitas dessas igrejas têm telhados de madeira com clerestórios abaixo delas. Algumas igrejas românicas têm tectos abobadados sem clerestório. O desenvolvimento da abóbada de arestas e da abóbada nervurada possibilitou a inserção de janelas de clerestório.
Inicialmente, as naves de uma igreja tinham dois níveis: arcadas e clerestório. Durante a época românica, foi inserido um terceiro nível entre eles, uma galeria (tribuna) denominada "trifório", o que contribuía para aumentar a altura da nave - quando uma galeria era reservada às mulheres, era chamada de matroneu. Este novo piso é constituído por uma passagem estreita inserida na parede, por baixo das janelas do clerestório e por cima da grande galeria que dá acesso à nave colateral. O trifório abre-se para a nave através de um dos seus arcos, muitas vezes duplicando ou triplicando o número de arcos do compartimento. Isso tornou-se uma característica padrão das grandes abadias e igrejas catedrais românicas e góticas posteriores. Às vezes, outra galeria era instalada no espaço da parede acima do trifório e abaixo do clerestório, o chamado "quadrifólio". Esta característica é encontrada em alguns edifícios do românico tardio e do início do gótico na França.
Os vitrais de clerestório mais antigos ainda existentes são do final do século XI, pertencentes à Catedral de Augsburgo, na Baviera, Alemanha.

## Período gótico
As primeiras igrejas cristãs e algumas igrejas bizantinas, particularmente na Itália, baseiam-se estreitamente na basílica romana e mantiveram a forma de uma nave central flanqueada por naves laterais de cada lado. A nave e os corredores são separados por colunas ou pilares, sobre os quais se ergue uma parede perfurada por janelas de clerestório.
No período gótico, nas igrejas menores, as janelas do clerestório podem ser trifólios ou quadrifólios. Em algumas igrejas italianas são rosáseas. Na maioria das grandes igrejas, constituem uma característica importante, tanto pela beleza quanto pela utilidade. A abóbada de cruzaria e os arcobotantes da arquitetura gótica concentraram o peso e a força do telhado, liberando espaço nas paredes para uma maior fenestração do clerestório. Geralmente, nas obras-primas góticas, o clerestório é dividido em tramos pelos fustes abobadados que seguem as mesmas colunas altas que formam a arcada que separa as naves colaterais da nave central.
A tendência desde o início do período românico até ao final do período gótico foi que o nível do clerestório se tornasse progressivamente mais alto e o tamanho das janelas fosse proporcionalmente maior em relação à superfície da parede, surgindo em obras como a arquitectura gótica da Catedral de Amiens ou da Abadia de Westminster, onde os seus clerestórios representam quase um terço da altura do interior.

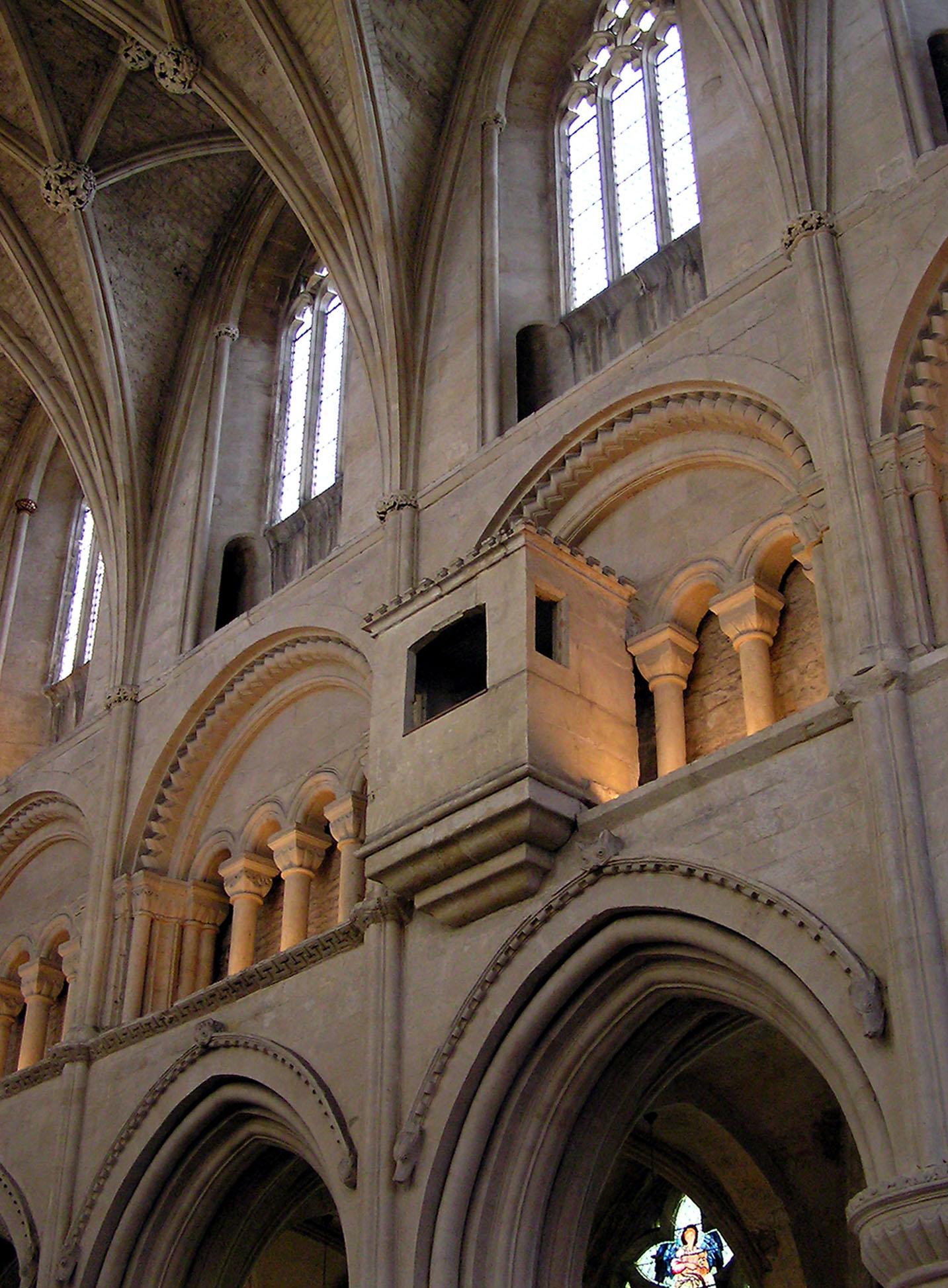
Abadia de Malmesbury. O clerestório é o nível superior com janelas.
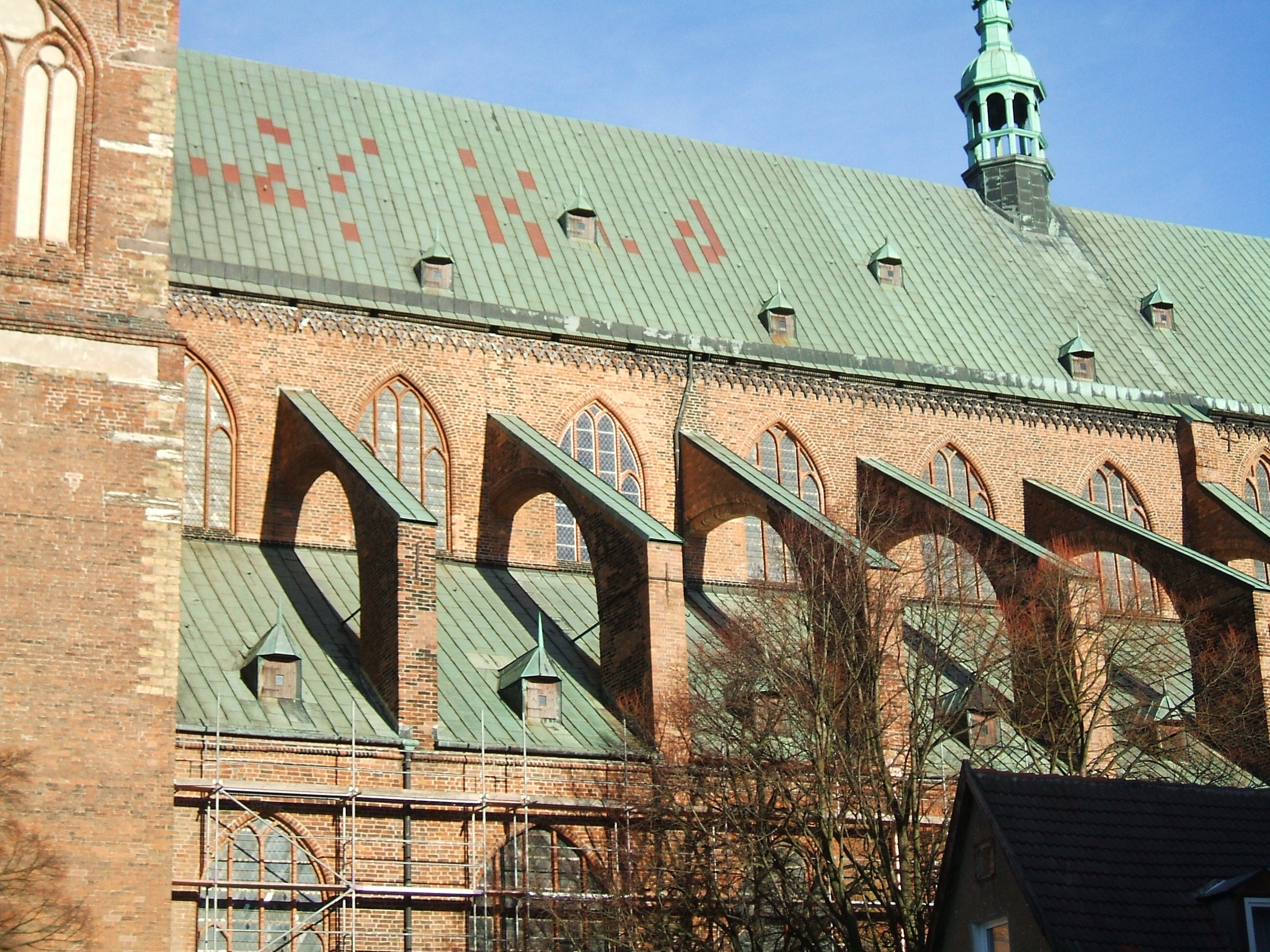
Clerestório visto do exterior. Stralsund, St Nikolai.